# Diritto di rotta
Il diritto di rotta in mare è l'insieme di regole che disciplinano le precedenze delle imbarcazioni in mare. È normato da regolamenti e accordi internazionali.

## Norme in vigore
In ambito internazionale è in vigore il COLREG 72, il regolamento internazionale per prevenire gli abbordi in mare, stilato nel 1972 dall'International Maritime Organization ed entrato in vigore nel 1977. Lo stesso COLREG prevede, all'articolo 1, che le singole autorità nazionali di regolazione della navigazione possano applicare regole proprie nelle acque interne (purché queste regole siano "il più simili possibile" a quelle del COLREG) o nelle proprie acque territoriali (purché queste non confliggano con quelle del COLREG).

## Imbarcazioni a diverso sistema di propulsione
Secondo la regola 18, hanno sempre la precedenza, a prescindere dal tipo di propulsione (vela, remi, motore...) le imbarcazioni:
- in impossibilità di manovra;
- con manovrabilità limitata (ad esempio perché intente in operazioni con subacquei o perché stanno trainando altri natanti).

Inoltre, le imbarcazioni a propulsione meccanica devono lasciare spazio (in gergo "dare acqua"):
- alle imbarcazioni naviganti a vela, a meno che queste non stiano sopraggiungendo da poppa con un'inclinazione superiore ai 22,5 gradi rispetto al traverso dell'imbarcazione raggiunta. In questo caso il sopraggiungente dovrà dare acqua al raggiunto;
- alle imbarcazioni intente a pescare.

Le imbarcazioni a vela, invece, devono dare acqua solo alle imbarcazioni intente alla pesca, che devono, a loro volta, dare acqua solo alle imbarcazioni impossibilitate a manovrare o limitate nella loro manovrabilità.

## Imbarcazioni con il medesimo sistema di propulsione

### Imbarcazioni a vela
- Tra due imbarcazioni a vela che navigano su mure differenti ha diritto di rotta chi ha le mura a dritta (la mura, dritta o destra, si determina considerando il lato opposto a quello sul quale è orientata la vela principale – la randa nelle barche con velatura a sloop bermudiano – o sul quale è portata la principale vela di prua).[5]
- Tra due imbarcazioni a vela che navigano sulle stesse mure ha diritto di rotta quella che si trova sottovento all'altra.
- A parziale modifica della regola precedente, tra due imbarcazioni che navigano nella stessa direzione lungo una rotta parallela o quasi (fino a 22,5 gradi di differenza), l'imbarcazione sopraggiungente deve dare acqua all'imbarcazione raggiunta.
- In ogni caso, le imbarcazioni non governabili o con manovrabilità ridotta hanno diritto di rotta su tutte le altre.

#### Regolamento di regata
Oltre alle indicazioni di cui sopra, esistono altre regole particolari che si applicano nelle regate e che vengono previste nei singoli bandi di regata. Il regolamento generalmente adottato e cui si fa comunemente riferimento è quello della Federazione Internazionale della Vela, emanato ogni 4 anni (attualmente è in vigore il regolamento ISAF 2017-2020). Queste norme, oltre al diritto di rotta, regolano tutti gli aspetti della competizione a vela, tra cui le procedure di partenza, le penalità, il sorpasso di boe e ostacoli.

### Imbarcazioni a propulsione meccanica
Due imbarcazioni a propulsione meccanica che ritengono plausiblile il rischio di collisione devono seguire le seguenti regole:
- Ha la precedenza chi "arriva da dritta", ovvero può vedere il lato di dritta dell'altra barca o ne può scorgere il fanale di dritta (di colore verde). Viceversa, l'imbarcazione con obbligo di dare precedenza è quella che arriva da sinistra, che è in grado di vedere la fiancata sinistra dell'altra imbarcazione o il suo fanale di sinistra (di colore rosso).
- Due barche che procedono per rotte opposte devono ciascuna accostare alla propria dritta. Questa situazione si verifica quando è possibile scorgere i fanali di testa d'albero ed entrambi i fanali laterali; di giorno si verifica quando si può vedere il corrispondente aspetto della barca sopraggiungente.
- Nel caso di due imbarcazioni che procedono nella stessa direzione lungo rotte parallele o quasi (fino a 22,5 gradi di differenza) le regole stabiliscono che l'imbarcazione sopraggiungente deve stare discosta dall'imbarcazione raggiunta. L'imbarcazione sopraggiungente può rendersi conto di trovarsi in questa situazione se è in grado di vedere la poppa della barca raggiunta (di giorno) o il fanale di poppa della stessa (che, appunto per questo, è progettato per avere una visibilità di 45 gradi attorno alla poppa, ovvero da +22,5 a -22,5).